# José Otávio Germano
José Otávio Germano ComMM (Cachoeira do Sul, 21 de abril de 1962) é um professor, advogado e político brasileiro filiado ao Progressistas. Pelo Rio Grande do Sul, foi deputado federal e estadual durante quatro e dois mandatos, respectivamente, e secretário da Justiça, além de vereador de Cachoeira do Sul.
Filho de Otávio Germano (sendo, consequentemente, descendente de sírios e libaneses), é formado em direito pela Pontifícia Universidade Católica do Rio Grande do Sul (PUCRS). Estabeleceu-se profissionalmente em Cachoeira do Sul como advogado e professor universitário, após ter sido chefe de gabinete do pai na presidência da Caixa Econômica Estadual.

## Carreira Política
Eleito vereador mais votado em Cachoeira do Sul, em 1988, foi depois eleito deputado estadual em 1990, aos 28 anos. Em 1994 conquistou o segundo mandato na Assembleia Legislativa do Rio Grande do Sul, chegando a ser líder do PDS e presidente mais jovem da Casa.
Em 1996, Germano foi admitido pelo presidente Fernando Henrique Cardoso à Ordem do Mérito Militar no grau de Comendador especial.
No governo do Estado do Rio Grande do Sul ocupou as secretarias do Transportes (1997-1998) e da Justiça e da Segurança Pública (2003-2006).
Em 1998 foi escolhido candidato a Vice-governador na chapa Rio Grande Vencedor - que unia o PPB ao PMDB do então governador Antônio Britto. Foi a primeira vez que os dois maiores partidos do Estado se uniam em uma eleição ao governo do estado. Britto e José Otávio venceram a eleição no primeiro turno contra Olívio Dutra, mas terminaram perdendo o segundo turno por uma diferença de 87.366 votos.
Em 1999 assumiu a diretoria de Gestão Financeira e Administrativa da Eletrosul. No outro ano, em 2000, José Otávio assumiu como Ministro-adjunto do Esportes e Turismo e Secretário-Nacional do Esporte.Foi vice-presidente de Futebol do Grêmio Foot-Ball Porto Alegrense, em 2001 e 2002 quando conquistou o tetracampeonato da Copa do Brasil.[carece de fontes?]
Em 6 de outubro de 2002 José Otávio elegeu-se deputado federal, pelo Partido Progressista Brasileiro, com 176.568 votos, tornando-se o terceiro mais votado da bancada gaúcha na Câmara e o quarto do partido no Brasil. Em 2006, reelege-se deputado federal com 195.522 votos e assume a presidência da Comissão de Minas e Energia da Câmara dos Deputados.
Foi Secretário de Segurança do Estado do Rio Grande do Sul durante o governo de Germano Rigotto.

## Acusações de corrupção

### Petrobras
Em 19 de dezembro de 2014, foi citado em escândalo de corrupção no caso Petrobras. O ex-diretor de abastecimento da estatal, Paulo Roberto Costa, colocou Jose Otávio Germano na lista dos envolvidos nas irregularidades. Em 6 de março de 2015 foi autorizada pelo Supremo Tribunal Federal (STF) a investigação do envolvimento de José Otávio Germano na Operação Lava Jato. Em 23 de abril de 2015, conforme jornal ZH, foi desvendada a participação de Jose Otávio nas fraudes da Petrobras: "Com dificuldades para assinar contratos na Petrobras, a Fidens Engenharia recorreu ao apoio de deputados do PP, partido que colocou Paulo Roberto Costa na diretoria de Abastecimento da estatal. Amigos e membros da Comissão de Minas e Energia da Câmara, Luiz Fernando Faria (MG) e José Otávio Germano (RS) trataram com Costa, em 2008, a situação da construtora, de fora do clube de empreiteiras que dominava as licitações. Após ganhar obras na petroleira, a Fidens teria enviado R$ 200 mil a Costa por meio de Faria e José Otávio. O suposto pagamento transformou os parlamentares em investigados em um dos inquéritos da Operação Lava Jato no STF.
Em 30 de março de 2016 foi denunciado pela Procuradoria Geral da República (PGR) pelos crimes de corrupção passiva e ocultação de bens no âmbito da Operação Lava Jato.

### Operação Rodin
Em 2007, a Polícia Federal realizou a Operação Rodin que investigava fraude no Detran-RS e o inquérito determinou que José Otávio foi o pivô de um desvio de R$ 44 milhões. Logo após a operação, foi aberta a CPI do Detran na Assembleia Legislativa Gaúcha.
Em 2016, a 3ª Vara Federal de Santa Maria condenou José Otávio em uma das ações de improbidade administrativa vinculadas à Operação Rodin, com a suspensão dos direitos políticos pelo prazo de oito anos, a perda da função pública ou cassação da aposentadoria e o pagamento de multa civil em percentuais que variam de 1% a 2% do valor atualizado do dano.

Operação Fandango
Em 2023, foi temporariamente afastado do cargo de Prefeito Municipal de Cachoeira do Sul, por ordem da Justiça em decorrência das investigações da Operação Fandango, deflagrada pelo Ministério Público do Rio Grande do Sul.
A investigação apura suspeita de fraudes em licitações, corrupção ativa e passiva, concussão e a prática de crimes de responsabilidade.
A suspeita investigada é de que ocorria ajuste entre empresários e administradores locais no sentido de receber parcelas derivadas dessas licitações, valores usados no custeio de despesas pessoais dessses administradores investigados.
Além de ser alvo de mandado de afastamento da função, houve a proibição de frequentar as dependências do Poder Executivo local, bem como de manter qualquer espécie de contato com os demais investigados e suspeitos.
Em 07 de dezembro de 2023, renunciou ao cargo alegando motivos de saúde.

## Filiações partidárias
Foi filiado ao PDS entre 1980-1993, ao PPR de 1993-1995, PPB de 1995-2003 e PP de 2003 até a atualidade.